# Benelli 254
La 254 è una motocicletta costruita con i marchi Benelli e Moto Guzzi tra il 1977 e il 1986.

## Il contesto
La moto nacque da un'idea di Alejandro de Tomaso, patron di Benelli e Guzzi, che pensava di creare un mezzo moderno che fosse una piccola "maximoto" da vendersi in Italia e in Europa, specialmente in quei mercati (come Francia, Spagna e Gran Bretagna) dove i motocicli fino a 250 cm³ godevano di agevolazioni fiscali e assicurative. Il frutto di quest'idea fu presentato al Salone di Milano 1975 in due versioni: una marchiata Benelli (la 250 Quattro) e una con il marchio Moto Guzzi (la 254) con design differente l'una dall'altra, poiché intese per due clientele diverse: una più sportiva per la Benelli e una più incline al turismo per la Guzzi. Si dovette però aspettare due anni prima dell'entrata in produzione della moto.

## La tecnica
Il progetto delle due moto si deve a Paolo Martin. Il motore è un 4 cilindri in linea 4 tempi monoalbero, che, nonostante le apparenze, non deriva da quello delle altre pluricilindriche Benelli/Guzzi. La sua cilindrata, di appena 231 centimetri cubici, ne faceva il più piccolo motore frazionato di serie dell'epoca. Grazie a quattro carburatori Dell'Orto PHBG 18B, erogava 27,8 CV a 10.500 giri/min, ed era in grado di spingere la moto a 150 km/h. Il cambio è a 5 rapporti, l'avviamento è elettrico, l'impianto frenante può contare su un freno a disco anteriore e su un tamburo al posteriore.
Entrambe le moto sono poco convenzionali: oltre alla soluzione del motore quadricilindrico, si distinguono anche per le loro dimensioni contenute (l'interasse è di 1290 mm; il peso di 117 kg) e l'estetica, con sovrastrutture totalmente in plastica. Il cruscotto è posizionato sopra il serbatoio, il cui tappo è celato alla vista da uno sportello.

## Il riscontro del pubblico
Le piccole 4 cilindri Benelli e Guzzi non riscossero il successo sperato da De Tomaso. A penalizzarle fu il prezzo, elevato rispetto alla concorrenza (nel 1979 costavano 1.767.000 lire; per confronto, la Benelli 250 2C costava 1.368.000 lire, la Moto Morini 3½ 2.031.480 e la Moto Guzzi V35 2.199.000), l'estetica scarsamente gradita e il fatto che, in Italia, i neopatentati potevano guidare moto fino a 350 cc; sul mercato estero, inoltre, a questi motivi si aggiungeva la concorrenza delle più economiche moto giapponesi.
Nel 1981 la Moto Guzzi 254 uscì di produzione (restando a catalogo ancora un paio di anni per smaltire le moto a magazzino); contemporaneamente la "sorella" Benelli ne riprese l'estetica, aggiungendovi un cupolino di foggia simile a quello della 125 2C Sport, e il nome. Ad essa si affiancò, nel 1983, la 304, con estetica e strumentazione più tradizionale, telaio a doppia culla aperta (anziché monoculla aperta) e con motore da 29 CV. Ciò non fu sufficiente a migliorare l'apprezzamento del pubblico: la 254 uscì dai listini nel 1984, mentre la 304 vi rimase sino ai primi anni novanta, sebbene la produzione fosse stata interrotta nel 1986.
Dalla 254 fu derivata una 125 bicilindrica, prodotta dal 1979 al 1981 marchiata sia Guzzi che Benelli.